# Distretto di Son Duong
Il distretto di Sơn Dương (vietnamita: Sơn Dương) è un distretto (huyện) del Vietnam che nel 2019 contava 183.600 abitanti.
Occupa una superficie di 789 km² nella provincia di Tuyen Quang. Ha come capitale Sơn Dương.